# Copris aspericollis
Copris aspericollis là một loài bọ cánh cứng trong họ Bọ hung (Scarabaeidae).